# Les Religions d'un président
Les Religions d'un président est un essai biographique sur le président François Mitterrand écrit par le journaliste et écrivain Jean Daniel.

## Présentation et contenu
Cet ouvrage sur François Mitterrand et son action comme président de la république pendant son premier septennat, que Jean Daniel a mûri pendant plusieurs années avant de le publier, est tout à la fois un livre biographique, un livre de souvenirs sur les nombreuses rencontres qui se sont déroulées entre les deux hommes et un livre de réflexions sur l'homme tel qu'il l'a connu et sa façon d'exercer le pouvoir.
Jean Daniel s'en explique déjà dans son ouvrage autobiographique La Blessure, ses rapports avec François Mitterrand ont toujours été complexes, empreints de distance et de cordialité, semés de périodes de réserves et de périodes d'étroits contacts. Avec sa connaissance de l'homme, du milieu politique et de la géopolitique, Jean Daniel tente de répondre à deux questions centrales sur la concomitance de ces deux évolutions :
- Lui qui vient d'une famille issue de la bourgeoisie provinciale et de la droite traditionnelle, pourquoi cet itinéraire politique qui va le mener à diriger la gauche et à la conduire au plus haut niveau ?
- Comment et à quel prix a-t-il ancré les idées de gauche dans les mentalités françaises ?
Presque dix ans après avoir publié L'ère des ruptures, Jean Daniel dresse un bilan du premier septennat de François Mitterrand, sur l'itinéraire d'un homme qui est aussi devenu, surtout après son élection à la présidence de la république en 1981, l'itinéraire de la gauche et de l'histoire du socialisme à la Française. C'est sur ce destin hors du commun, cette « force tranquille » qui a dominé le paysage politique de son époque, que Jean Daniel pose des « regards sur les aventures du mitterrandisme, » sous titre qu'il a donné à son ouvrage.
Le livre commence par un thème cher à l'auteur, l'air du temps, mode d'emploi, du titre qu'il choisira pour sa biographie sur son ami Albert Camus : Avec Camus : Comment résister à l'air du temps. Il revient sur cette notion de 'résistance' aux idées et aux mentalités ambiantes dans le chapitre 9 : « Comment Mitterrand rejoint la hantise chrétienne de Charles de Gaulle et comment celui-là, dans la foulée de celui-ci, résiste au siècle... »
Pour lui, ce siècle naissant est marqué par un important phénomène de société : la mort des idéologies propres au XXe siècle, le marxisme et le nazisme, laisse place à un retour des valeurs judéo-chrétiennes et aux tentations islamistes, ces deux renaissance de type religieux inquiétant profondément l'Occident. Même s'il ne pense pas que fondamentalement le racisme soit enraciné dans le cœur des hommes et « dans l'âme des sociétés, » il n'en pense pas moins qu'on ne peut l'extirper simplement en le condamnant. Pour lui, la société française dans son ensemble, a refusé de poser ce problème en tant que tel.
La politique, c'est trop souvent une vue engluée dans la gestion du quotidien. Les hommes politiques ont plus que d'autres le désir de durer, d'imprimer leur marque, de laisser un nom. Mais comme il le note de sa plume ironique et malicieuse, « qui se souvient du président (de la république) au temps de Flaubert ? »